# Туїатуа Тупуа Тамасесе Ефі
Туїатуа Тупуа Тамасесе Ефі (нар. 1 березня 1938) — державний і політичний діяч Самоа. Діючий голова держави (ватажок).
Був обраний 16 червня 2007 року. Офіційно оголошений керівником держави 20 червня 2007 року, у 2012 році переобраний на другий термін парламентом.

## Біографія та родина
Народився 1 березня 1938 року у селищі Мотоота, Самоа.
Освіту здобув у Новій Зеландії. Був прем'єр-міністром Самоа у 1976—1982 роках.
Має дружину — Масіофо Філіфіліа Імо.